# Live at La Cigale, Paris, 25th June, 1989
Live at La Cigale, Paris, 25th June, 1989 is een livealbum van de Britse rockgroep Tin Machine, een project van zanger David Bowie, uitgebracht op 30 augustus 2019. Het album werd opgenomen tijdens een concert in La Cigale in Parijs op 25 juni 1989 tijdens de Tin Machine Tour, de achtste show van de band.

## Achtergrond
Live at La Cigale, Paris, 25th June, 1989 werd uitgegeven ter gelegenheid van de dertigste verjaardag van het concert. Het bevat acht nummers die tijdens de show werden gespeeld, waarvan vijf niet eerder werden uitgebracht. De andere drie nummers, "Maggie's Farm", "I Can't Read" en "Baby Can Dance", verschenen eerder op de B-kant van een aantal singles van Tin Machine.

## Nummers
- Alle nummers geschreven door David Bowie en Reeves Gabrels, met uitzondering van "Working Class Hero", geschreven door John Lennon, en "Maggie's Farm", geschreven door Bob Dylan.

1. "Amazing" - 5:38
2. "Heaven's in Here" - 7:41
3. "Sacrifice Yourself" - 2:34
4. "Working Class Hero" - 5:26
5. "Maggie's Farm" - 5:26
6. "I Can't Read" - 6:15
7. "Baby Can Dance" - 6:24
8. "Under the God" - 5:40